# Parlamentswahl in Andorra 2001
Die Parlamentswahl in Andorra 2001 fand am 4. März statt. Das Ergebnis war ein Sieg für die Partit Liberal d’Andorra, die 15 der 28 Sitze im Consell General de les Valls gewann. Ihr Vorsitzender, Marc Forné Molné, blieb Premierminister. Die Wahlbeteiligung lag bei 81,6 %.

## Wahlergebnis
| Partei                            | Direktwahl | Direktwahl | Partei  | Partei | Partei | Total Seats |
| Partei                            | Stimmen    | Sitze      | Stimmen | %      | Sitze  | Total Seats |
| --------------------------------- | ---------- | ---------- | ------- | ------ | ------ | ----------- |
| Partit Liberal d’Andorra          | 3.884      | 8          | 4.739   | 44,1   | 7      | 15          |
| Sozialdemokratische Partei        | 2.392      | 2          | 3.083   | 28,7   | 4      | 6           |
| Partit Demòcrata                  | 2.247      | 2          | 2.441   | 22,7   | 3      | 5           |
| Unió Laurediana                   | 813        | 2          | –       | –      | 0      | 2           |
| Unabhängige gruppe von Sant Julià | 644        | 0          | –       | –      | 0      | 0           |
| Unió pel Progrés                  | 233        | 0          | –       | –      | 0      | 0           |
| ungültig                          | 672        | -          | 626     | –      | –      | –           |
| Gesamt                            | 10.885     | 14         | 10.889  | 100    | 14     | 28          |
| Quelle: Nohlen & Stöver           |            |            |         |        |        |             |

### Wahlkreis Direktwahl
|                                   | Canillo | Canillo | Canillo | Encamp | Encamp | Encamp  | Ordino | Ordino | Ordino  | La Massana | La Massana | La Massana | Andorra la Vella | Andorra la Vella | Andorra la Vella | Sant Julià de Lòria | Sant Julià de Lòria | Sant Julià de Lòria | Escaldes-Engordany | Escaldes-Engordany | Escaldes-Engordany |
| Stimmen                           | %       | Sitze   | Stimmen | %      | Sitze  | Stimmen | %      | Sitze  | Stimmen | %          | Sitze      | Stimmen    | %                | Sitze            | Stimmen          | %                   | Sitze               | Stimmen             | %                  | Sitze              |                    |
| --------------------------------- | ------- | ------- | ------- | ------ | ------ | ------- | ------ | ------ | ------- | ---------- | ---------- | ---------- | ---------------- | ---------------- | ---------------- | ------------------- | ------------------- | ------------------- | ------------------ | ------------------ | ------------------ |
| Partit Liberal d’Andorra          | 249     | 51,6    | 2       | 531    | 36,6   | 0       | 336    | 56,5   | 2       | 403        | 39,2       | 0          | 1.185            | 40,1             | 2                | -                   | -                   | -                   | 1.180              | 52,6               | 2                  |
| Sozialdemokratische Partei        | -       | -       | -       | 590    | 40,6   | 2       | 259    | 43,5   | 0       | 173        | 16,8       | 0          | 1.000            | 33,8             | 0                | -                   | -                   | -                   | 629                | 28,0               | 0                  |
| Partit Demòcrata                  | -       | -       | -       | 331    | 22,8   | 0       | -      | -      | -       | 452        | 44,0       | 2          | 772              | 26,1             | 0                | -                   | -                   | -                   | 433                | 193                | 0                  |
| Unió Laurediana                   | -       | -       | -       | -      | -      | -       | -      | -      | -       | -          | -          | -          | -                | -                | -                | 813                 | 55,8                | 2                   | -                  | -                  | -                  |
| Unabhängige gruppe von Sant Julià | -       | -       | -       | -      | -      | -       | -      | -      | -       | -          | -          | -          | -                | -                | -                | 644                 | 44,2                | 0                   | -                  | -                  | -                  |
| Unió pel Progrés                  | 233     | 48,4    | 0       | -      | -      | -       | -      | -      | -       | -          | -          | -          | -                | -                | -                | -                   | -                   | -                   | -                  | -                  | -                  |
| Gültige Stimmen / Sitze           | 482     |         | 2       | 1.452  |        | 2       | 595    |        | 2       | 1.028      |            | 2          | 2.957            |                  | 2                | 1.457               |                     | 2                   | 2.242              |                    | 2                  |
| Ungültig                          | 14      |         |         | 67     |        |         | 53     |        |         | 42         |            |            | 167              |                  |                  | 165                 |                     |                     | 164                |                    |                    |